# Colossus-Klasse (1882)
Die Colossus-Klasse war eine Klasse von Schlachtschiffen (genauer: Turmschiffen) der Royal Navy, die ihre Hauptbewaffnung in Geschütztürmen trug.
Die Klasse stellte eine Weiterentwicklung der Ajax-Klasse mit größerer Verdrängung, besserer Panzerung und höherer Geschwindigkeit dar. Die Manövrierbarkeit wurde ebenfalls verbessert. Wichtigster Unterschied war jedoch der Übergang von Vorderladergeschützen (RML – Rifle Muzzle Loading) zu moderneren Hinterladergeschützen (BL-Breech Loading).

## Geschichte
Nach dem ursprünglichen Entwurf sollten beide Schiffe mit den Standard-Vorderladergeschützen ausgerüstet werden, obwohl bei verschiedenen europäischen Seestreitkräften bereits seit einigen Jahren Hinterlader eingesetzt wurden. Zu dieser Zeit zeichnete, aus historischen Gründen, das Board of Admiralty für den Entwurf der Kriegsschiffe Verantwortung, während das War Office für die Konstruktion der Marineartillerie verantwortlich war. 1879, als die Colossus-Klasse konstruiert wurde, wurde im Royal Arsenal in Woolwich ein 100-Tonnen-Geschütz getestet. Die 80-Tonnen-Geschütze für die HMS Inflexible waren nahezu fertiggestellt. Die britische Marineführung setzte daraufhin eine Kommission ein, die die neuen, bei Krupp in Essen hergestellten Hinterladergeschütze begutachten sollte. Im Ergebnis ihres Berichtes wurde in Woolwich eine 12-inch-Kanone entworfen. Der Verschluss wurde von Elswick hergestellt. Die Verzögerungen bei Herstellung und Konstruktion dieser Waffen trugen wesentlich zur langen Bauzeit der Schiffe bei. Auf Kiel gelegt wurden die Schiffe 1882, die Indienststellung erfolgte jedoch erst 1886. Zuvor, ab Januar 1884, fand die Seeerprobung statt, im Juli 1885 die Erprobung der Geschütze.

## Konstruktion
Der Schiffskörper wurde im Gegensatz zur Vorgängerklasse nun größtenteils aus Stahl gefertigt. Für den Gürtelpanzer und die Panzerung der Türme kam eine Verbundpanzerung zur Anwendung. Die Schiffsmaschinenanlagen wurden mittschiffs in einer Zitadelle genannten Konstruktion zusammengefasst und durch eine umlaufende Panzerung geschützt. Die Panzerung ragte über das Geschützdeck hinaus und schütze damit auch die auf Deck befindliche Munition und die zum Nachladen erforderliche Besatzung außerhalb der Türme.
Innerhalb dieser Zitadelle befanden sich auch die schwenkbaren Torpedorohre sowie, allerdings unter Deck, die Torpedos.
Die Hauptbewaffnung war in zwei Türmen mittschiffs, jedoch diagonal zur Mittellinie versetzt, aufgestellt. Über den Türmen lag ein weiteres Deck. Dies war notwendig, da ansonsten die Takelage den Schwenkbereich der Türme gestört hätte. Die Konstruktion der Türme entsprach noch nicht den heutigen Geschütztürmen. Die Geschütze standen auf einer Drehscheibenlafette, die auch die Panzerung der Türme trug. Der Unterbau der Türme einschließlich der Vorrichtungen für die Munitionszufuhr fehlte. Die mechanische Ladevorrichtung befand sich außerhalb der Türme fest auf dem Deck. Die Waffen konnten daher nur in Querstellung der Türme nachgeladen werden. Geschoss und Treibladung wurden dabei durch eine Öffnung in der Rückwand der Türme zugeführt. Die Munition selbst war zentral auf Deck gelagert und wurde durch ein Förderband zur Nachladeeinrichtung befördert. Die gesamte Konstruktion wirkte sich nachteilig auf die Kadenz aus, da die Türme zum Laden geschwenkt werden mussten. Außerdem war nach dem Nachladen ein erneutes Zielen erforderlich.
Die 6-Inch-Geschütze waren in der klassischen Breitseitaufstellung angeordnet. Zwei der Geschütze befanden sich im vorderen Schiffsteil, zwei im hinteren. Die fünfte Kanone befand sich auf einer drehbaren Lafette im Heck.

## Einsatz
Beide Schiffe durchliefen die Erprobung erfolgreich und erreichten die projektierte Geschwindigkeit. Die Schiffe rollten schnell. Aufgrund des geringen Freibords und der Länge der Kanonenrohre tauchten die Mündungen der Geschütze bereits bei einem Rollwinkel von 13 Grad in die See ein. Daher wurden ein langer Bilgenkiel und Schlingerdämpfungsbehälter nachgerüstet. Beiden Schiffen wird nachgesagt, dass sie träge auf das Ruder reagierten und einen großen Wendekreis hatten.
Die HMS Colossus wurde zunächst der Kanalflotte zugeteilt und 1887 an die Mittelmeerflotte überstellt. Ab 1893 war sie als Küstenschutzschiff im Einsatz. 1901 wurde sie zunächst der Flottenreserve zugeteilt und 1902 dann der Dockreserve, doch 1904 wurde sie als Tender wieder in Dienst gestellt. 1906 wurde sie zum Verkauf ausgeschrieben und 1908 abgewrackt.
Das Schwesterschiff HMS Edinburgh wurde ab 1908 als Zielschiff genutzt. Dazu wurde sie mit modernen Panzerplatten versehen, um die Wirkung panzerbrechender Geschosse (AP – Armor Piercing) zu testen.

## Einheiten
- HMS Colossus (1882)
- HMS Edinburgh (1882)